# Jan Przystanowski (zm. 1694)
Jan Przystanowski herbu Pomian (zm. 1 marca 1694 roku) – sędzia ziemski żmudzki w latach 1690-1694, podsędek żmudzki w latach 1683-1689k, sędzia grodzki żmudzki w 1682 roku, ciwun retowski w latach 1673-1694, podstoli mozyrski w 1662 roku.
Jako poseł na sejm elekcyjny 1669 roku z Księstwa Żmudzkiego i deputat podpisał pacta conventa Michała Korybuta Wiśniowieckiego w 1669 roku.